# Philip Larkin
Philip Arthur Larkin (Coventry, 9 de Agosto de 1922 – 2 de Dezembro de 1985) foi um poeta inglês. Seu primeiro livro de poesia, The North Ship, foi publicado em 1945.
Após se graduar em língua inglesa e literatura na Universidade de Oxford, em 1943, Larkin virou bibliotecário e passou 30 anos de sua vida cuidando da biblioteca na Universidade de Hull.
Philip fazia parte do grupo de poetas ingleses The Movement, juntamente com Elizabeth Jennings, Kingsley Amis e Thom Gunn.

## Obras

### Poesia
- The North Ship (1945)
- XX Poems (1951)
- The Less Deceived (1955)
- The Whitsun Weddings (1964)
- This Be The Verse (1971)
- High Windows (1974)
- Thwaite, Anthony, ed. (1988) Collected Poems
- Thwaite, Anthony, ed. (2003) Collected Poems

### Ficção
- Jill (1946)
- A Girl in Winter (1947)
- Trouble at Willow Gables and Other Fiction 1943–1953 (2002)

### Não-ficção
- All What Jazz: A Record Diary 1961–1971
- Required Writing: Miscellaneous Pieces 1955–1982 (1983)
- Further Requirements: Interviews, Broadcasts, Statements and Book Reviews 1952–1985
- The Oxford Book of Twentieth Century English Verse (1973)
- Selected Letters of Philip Larkin, 1940–1985 (1992)

## Leitura de apoio
- The Philip Larkin Society, acessado em 13 de novembro de 2009.
- Larkin 25[ligação inativa], website comemorando o 25º aniversario em 2010 da morte de Larkin, acessado em 13 de novembro de 2009.
- «Philip Larkin (1922–1985)». The Poetry Archive
- Philip Larkin, Channel 4 television, acessado em 13 de Novembro de 2009.
- The Philip Larkin Centre for Poetry and Creative Writing, University of Hall, acessado em 13 de novembro de 2009.
- Brown, Mark (2008). Photographer's papers reveal image-conscious Larkin, The Guardian, 7 de maio de 2008.
- Fletcher, Christopher (2008). "Revealingly yours, Philip Larkin", The Sunday Times, 11 de maio de 2008.